# Pastores da Noite
Pastores da Noite é uma minissérie brasileira produzida pela TV Globo e exibida de 26 de novembro a 20 de dezembro de 2002 em 4 capítulos, dentro do programa Brava Gente. Escrita por Cláudio Paiva, foi livremente inspirada no romance homônimo do escritor baiano Jorge Amado, teve direção de Maurício Farias — este também na direção geral com Sérgio Machado — e direção de núcleo de Guel Arraes.
Protagonizada por Fernanda Montenegro, Eduardo Moscovis, Matheus Nachtergaele, Lázaro Ramos, Luiz Carlos Vasconcelos e Tonico Pereira.
Reprisada pelo Canal Viva em 2021, junto com o programa Brava Gente. Disponível para assinantes do pacote +Canais da Globoplay. 

## Sinopse
Martim (Eduardo Moscovis), Curió (Matheus Nachtergaele), Massu (Lázaro Ramos), Pé de Vento (Luiz Carlos Vasconcelos) e Jesuíno (Tonico Pereira) são cinco amigos boêmios que contam suas desventuras pelas noites de Salvador em 4 episódios, costurados sempre pela presença da cafetina Tibéria (Fernanda Montenegro).

## Episódios
|  | Episódio                   | Data de exibição       |
|  | -------------------------- | ---------------------- |
|  | O Casamento do Cabo Martim | 26 de novembro de 2002 |
|  | O Compadre de Ogum         | 3 de dezembro de 2002  |
|  | A Nova Paixão de Curió     | 10 de dezembro de 2002 |
|  | Um Vestido para Otália     | 17 de dezembro de 2002 |

## Elenco
| Intérprete              | Personagem  |
| ----------------------- | ----------- |
| Fernanda Montenegro     | Tibéria     |
| Eduardo Moscovis        | Cabo Martim |
| Matheus Nachtergaele    | Curió       |
| Lázaro Ramos            | Massu       |
| Tonico Pereira          | Jesuíno     |
| Luiz Carlos Vasconcelos | Pé de Vento |

### Participações especiais
| O Casamento do Cabo Martim | O Casamento do Cabo Martim |
| Intérprete                 | Personagem                 |
| -------------------------- | -------------------------- |
| Camila Pitanga             | Marialva                   |
| Dira Paes                  | Raimunda                   |
| Fabiano Costa              | Servilho                   |
| O Compadre de Ogum         |                            |
| Rodrigo Santoro            | Padre Gomes                |
| Flávio Migliaccio          | Alonso                     |
| Dirce Migliaccio           | Maria                      |
| Christovam Neto            | Ogum                       |
| Hilton Cobra               | Jaiminho                   |
| Negrizú                    | Exu                        |
| A Nova Paixão de Curió     |                            |
| Danielle Winits            | Madame BBeatriz            |
| Chico Diaz                 | Dudu                       |
| Stênio Garcia              | Chalub                     |
| Emiliano Queiroz           | Alencar                    |
| Ricardo Luedy              | Homem Gordo                |
| Gleyse Meneses             | Dita                       |
| Um Vestido para Otália     |                            |
| Leandra Leal               | Otália                     |
| João Miguel                | Chico Pinóia               |
| Milton Gonçalves           | Cônego                     |
| Zéu Britto                 | Cravo na Lapela            |
| Rita Santana               | Cássia                     |
| Chaiend Santos             | Lena                       |
| Caco Monteiro              | Delegado Silva             |